# Портова вулиця (Київ)
Порто́ва вулиця — зникла вулиця Києва. Пролягала від Новокостянтинівської вулиці до вулиці Аляб'єва. 

## Історія
Виникла у 1950-х роках під назвою Нова. Назву Портова вулиця отримала 1955 року. Ліквідована наприкінці 1970-х — на початку 1980-х років у зв'язку із переплануванням.